# Stephan Ziegenhagen

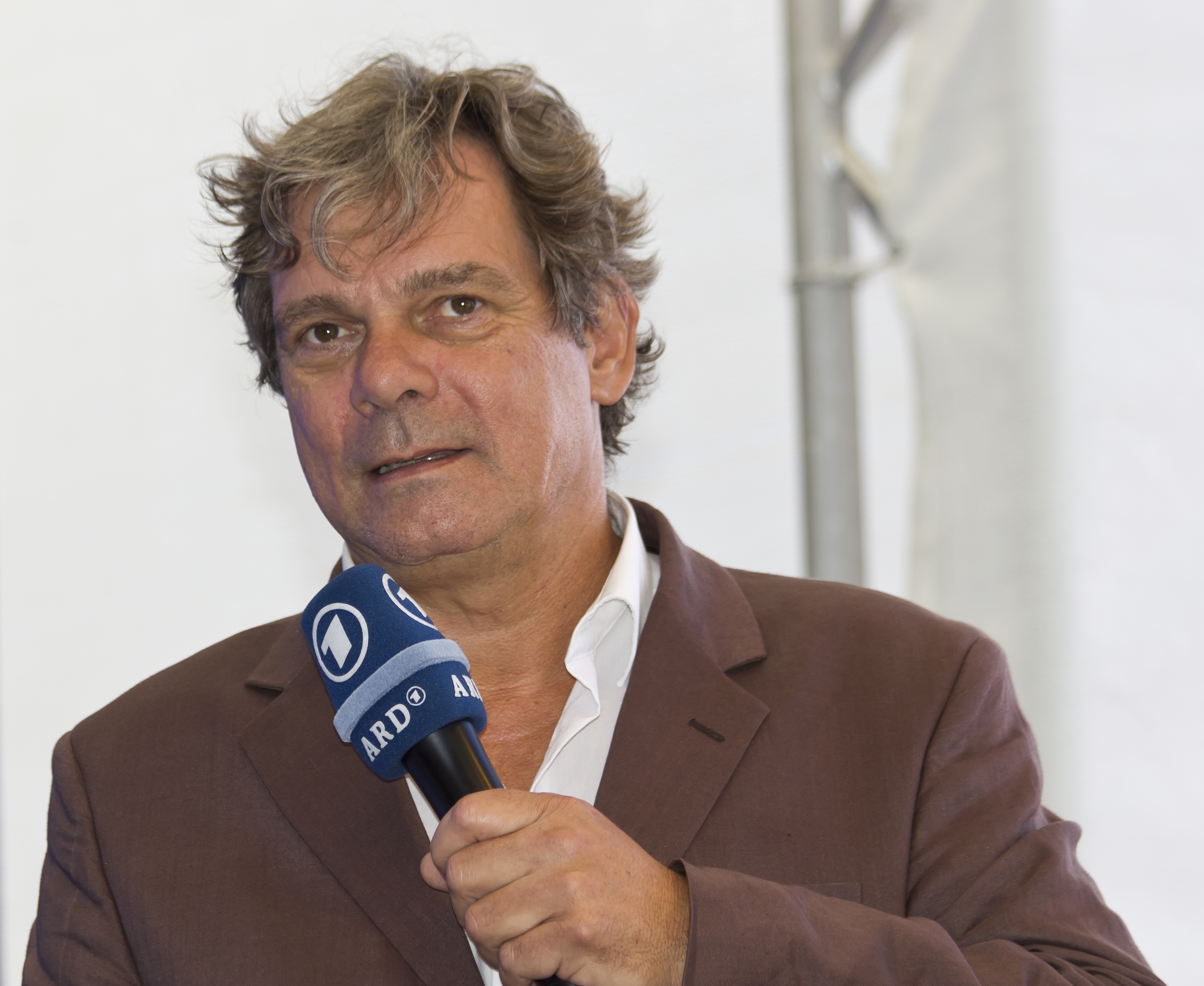
Stephan Ziegenhagen

Stephan Ziegenhagen ist ein deutscher Journalist und Fernsehmoderator.

## Beruf
Stephan Ziegenhagen ist bei der ARD in Hamburg tätig und ist als Redakteur, Chef vom Dienst und Fernsehmoderator vor der Kamera im Einsatz. Er produzierte Fernsehbeiträge für die Nachrichtensendungen „Tagesschau“, „Tagesthemen“, „Nachtmagazin“ und „Wochenspiegel“. 
Außerdem präsentierte er den „Wochenspiegel“ im gelegentlichen Wechsel mit Gerhard Delling, Sven Lorig, Susanne Stichler und Katharina Wolkenhauer.
| Personendaten    | Personendaten                             |
| ---------------- | ----------------------------------------- |
| NAME             | Ziegenhagen, Stephan                      |
| KURZBESCHREIBUNG | deutscher Journalist und Fernsehmoderator |
| GEBURTSDATUM     | 20. Jahrhundert                           |